# Paddington (film)
Paddington is een Brits-Franse film uit 2014 geregisseerd door Paul King. De film is gebaseerd op de boeken over Beertje Paddington van Michael Bond uit 1958.

## Verhaal
Paddington is een bruine beer die leeft in het oerwoud in Peru. Hij droomt over een leven in Groot-Brittannië. Op een dag gaat hij als verstekeling aan boord van een schip met vijf potten marmelade en komt hij in Londen terecht op Station Paddington. Hij voelt zich eenzaam en verlaten tot de familie Brown passeert. Ze lezen het bordje aan zijn nek, "Please look after this bear. Thank you", en besluiten hem mee naar huis te nemen. Alles lijkt goed te verlopen tot de taxidermiste Millicent hem in het oog krijgt en hem wil vangen om op te zetten in het museum.

## Rolverdeling
| Acteur           | Personage          | Nederlandse stem      | Vlaamse stem     |
| ---------------- | ------------------ | --------------------- | ---------------- |
| Ben Whishaw      | Paddington (stem)  | Beau van Erven Dorens | Bent Van Looy    |
| Hugh Bonneville  | Mr. Henry Brown    | Peter Drost           | Peter Bulckaen   |
| Sally Hawkins    | Mrs. Mary Brown    | Lottie Hellingman     | Sabine De Vos    |
| Madeleine Harris | Judy Brown         |                       |                  |
| Samuel Joslin    | Jonathan Brown     |                       |                  |
| Julie Walters    | Mrs. Bird          | Marjolein Algera      | Marijke Pinoy    |
| Nicole Kidman    | Millicent          | Anna Drijver          |                  |
| Peter Capaldi    | Mr. Curry          | Lange Frans           | Daan Hugaert     |
| Jim Broadbent    | Mr. Gruber         | Rob van de Meeberg    | Door Van Boeckel |
| Imelda Staunton  | Tante Lucy (stem)  | Maria Lindes          |                  |
| Michael Gambon   | Oom Pastuzo (stem) | Arnold Gelderman      |                  |
| Tim Downie       | Montgomery Clyde   | Freek Vonk            |                  |
| Simon Farnaby    | Barry              | Daan van Rijssel      |                  |
| Jude Wright      | Tony               |                       |                  |
| Matt Lucas       | Joe                | Thijs van Aken        |                  |
| Iain Mitchell    | Hondeneigenaar     | Olaf Wijnants         |                  |

De bedenker van Paddington, Michael Bond, heeft in de film een cameo als vriendelijke man.

## Trivia
- De stem van ontdekkingsreiziger Montgomery Clyde wordt ingesproken door Freek Vonk, die in Nederland bekend is van zijn ontdekkingsreizen in de natuur.
- De film kreeg oorspronkelijk in het Verenigd Koninkrijk een PG Rating (sommige fragmenten zijn mogelijk niet geschikt voor kinderen en hebben extra duiding nodig van de ouders) omwille van "gevaarlijk gedrag, milde dreigingen, milde seksuele toespelingen en milde scheldwoorden". De filmdistributeur eiste een nieuwe beoordeling waardoor de film, nog steeds met PG Rating, omschreven wordt als hebbende "gevaarlijk gedrag, lichte dreiging, insinuatie en zeldzaam gebruik van milde scheldwoorden".[5]